# Expedice 30
Expedice 30 byla třicátou výpravou na Mezinárodní vesmírnou stanici (ISS). Byla zahájena odletem Sojuzu TMA-02M od stanice 21. listopadu 2011 a trvala do 27. dubna 2012. Posádka byla šestičlenná, tři členové posádky zůstali z Expedice 29, zbývající trojice na ISS přiletěla 23. prosince 2011 v Sojuzu TMA-03M.
Sojuz TMA-22 a Sojuz TMA-03M sloužily expedici jako záchranné lodě.

## Posádka
| Pozice            | 1. část (listopad – prosinec 2011)      | 2. část (prosinec 2011 – duben 2012)    |
| ----------------- | --------------------------------------- | --------------------------------------- |
| Velitel           | Daniel Burbank, (3), NASA               | Daniel Burbank, (3), NASA               |
| Palubní inženýr 1 | Anton Škaplerov, (1), Roskosmos (CPK)   | Anton Škaplerov, (1), Roskosmos (CPK)   |
| Palubní inženýr 2 | Anatolij Ivanišin, (1), Roskosmos (CPK) | Anatolij Ivanišin, (1), Roskosmos (CPK) |
| Palubní inženýr 4 |                                         | Oleg Kononěnko, (2), Roskosmos (CPK)    |
| Palubní inženýr 5 |                                         | André Kuipers, (2), ESA                 |
| Palubní inženýr 6 |                                         | Donald Pettit, (3), NASA                |

V závorkách je uveden dosavadní počet letů do vesmíru včetně této mise.
Zdroj pro tabulku: ASTROnote a NASA.

### Záložní posádka
- Joseph Acabá, NASA
- Gennadij Padalka, Roskosmos (CPK)
- Sergej Revin, Roskosmos (CPK)
- Jurij Malenčenko, Roskosmos (CPK)
- Sunita Williamsová, NASA
- Akihiko Hošide, JAXA